# Єрьоменко Іван Трохимович
Єрьоменко Іван Трохимович (нар. 7 липня 1910 — 1 грудня 1986) — радянський військовий льотчик, Герой Радянського Союзу (1937). У роки громадянської війни в Іспанії командир 1-ї винищувальної авіаційної ескадрильї у республіканських військах. Під час німецько-радянської війни командував 2-м змішаним авіаційним корпусом 8-ї повітряної армії та із 1943 року ВПС Київського військового округу. Генерал-лейтенант авіації (1946).

## Біографія
Народився 7 липня 1910 року в місті Катеринодарі (нині Краснодар) в родині робітника. Українець.
У Червоній Армії з 1927 року. У 1928 році закінчив Ленінградську військово-теоретичну авіаційну школу, а в 1929 році — Севастопольську військову школу льотчиків. З квітня 1937 року командував 119-ю окремою винищувальною авіаційною ескадрильєю.
З травня 1937 року по лютий 1938 І. Т. Єрьоменко брав участь у громадянській війні в Іспанії. Швидко освоїв нічні польоти, успішно боровся з бомбардувальниками фашистів над провінцією Сарагоса, здійснивши 348 бойових вильотів, особисто збив дванадцять ворожих літаків і чотири — у групі, завдавши істотної шкоди в живій силі і бойовій техніці противника.
За мужність і героїзм, проявлені при виконанні інтернаціонального обов'язку, Єрьоменко Іван Трохимович 28 жовтня 1937 року удостоєний звання Героя Радянського Союзу з врученням ордена Леніна, а після заснування знаку особливої відзнаки йому була вручена медаль «Золота Зірка» № 60.

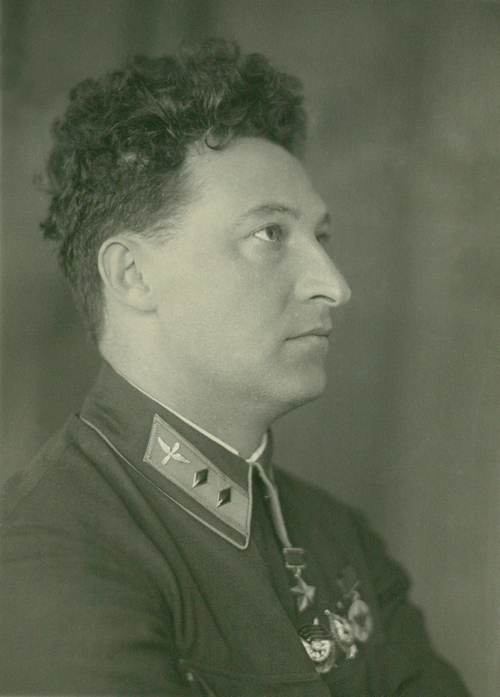
І. Т. Єрьоменко у званні комдива авіації. 1940 рік

Після повернення з Іспанії І. Т. Єрьоменко продовжував служити у ВПС, з березня 1938 року — помічник командира 60-ї легкої авіаційної бригади ВПС Закавказького військового округу, полковник (19.02.1938). З липня 1938 командувач ВПС Московського військового округу, у 1939 році закінчив курси при Військовій академії Генерального штабу. Комбриг (15.02.1939), комдив (5.04.1940).
Постановою Ради Народних Комісарів СРСР від 4 червня 1940 року йому було присвоєно військове звання «генерал-майор авіації». З грудня 1940 року — заступник командувача ВПС 1-ї Червонопрапорної армії Далекосхідного фронту.
У роки німецько-радянської війни і в післявоєнний час командував ВПС 25-ї (по липень 1941 року), 9-ї Окремої (по жовтень 1941 року) та 18-ї армій (з листопада 1941 року по квітень 1942 року), з 7 червня по 10 жовтня 1942 року — 237-ї винищувальної авіаційної дивізії, з 1 листопада 1942 по 13 липня 1943 року — 2-м змішаним авіаційним корпусом 8-ї повітряної армії, з 1943 по 1946 роки — командував ВПС Київського, а з 1949 року ВПС Уральського військових округів.

Могила Івана Єрьоменка

У 1956 році закінчив Військову академію Генерального штабу, і в тому ж році, у званні генерал-лейтенанта авіації звільнився у запас. Мешкав у Києві, де і помер 1 грудня 1986 року. Похований на Берковецькому кладовищі.

## Нагороди
Нагороджений двома орденами Леніна, трьома орденами Червоного Прапора, орденом Кутузова 2-го ступеня, двома орденами Вітчизняної війни 1-го ступеня, орденом Червоної Зірки, медалями.